# Texananus sabinus
Texananus sabinus är en insektsart som beskrevs av Sanders och Delong 1920. Texananus sabinus ingår i släktet Texananus och familjen dvärgstritar. Inga underarter finns listade i Catalogue of Life.